# 九龍仔游泳池

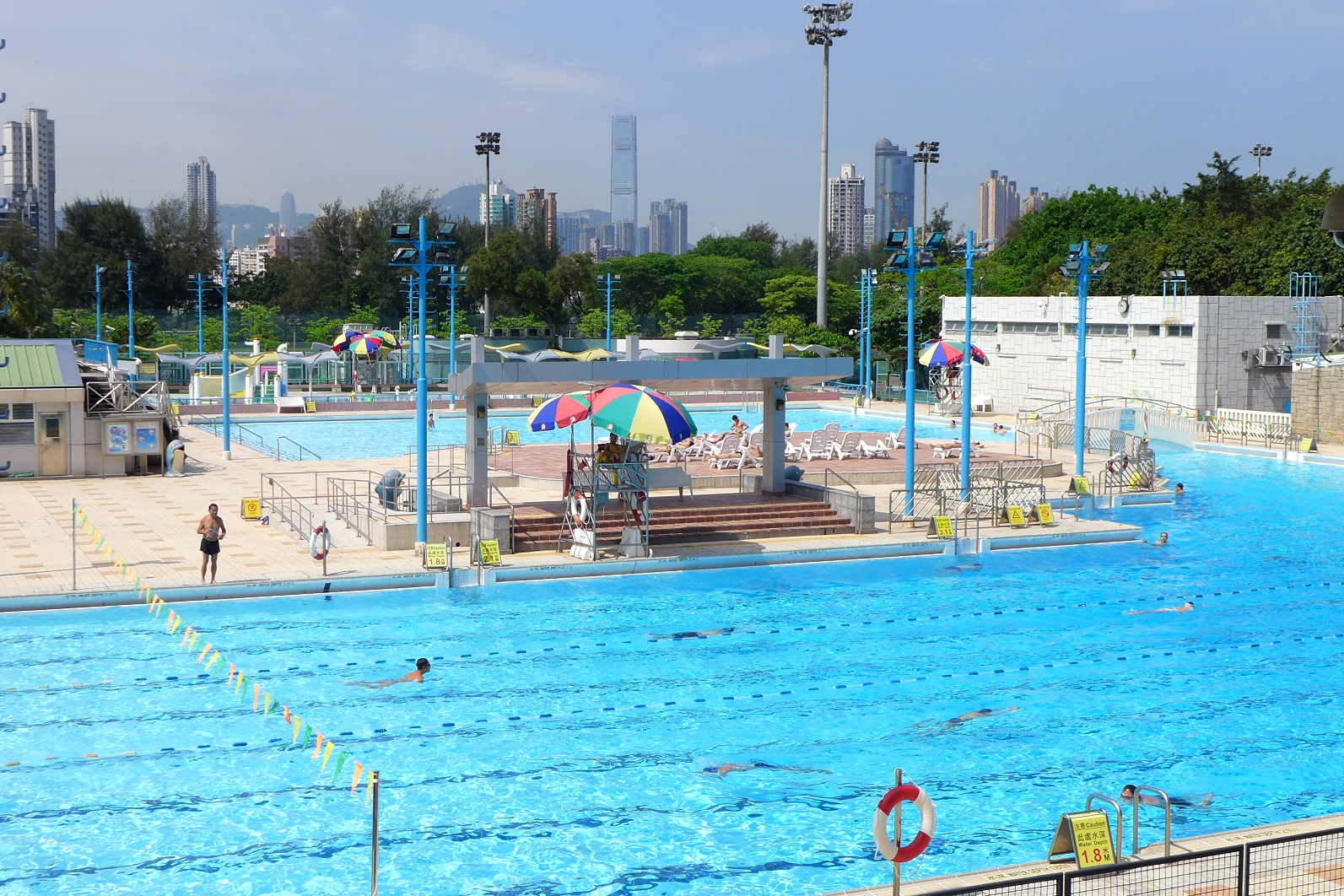
重建前主池

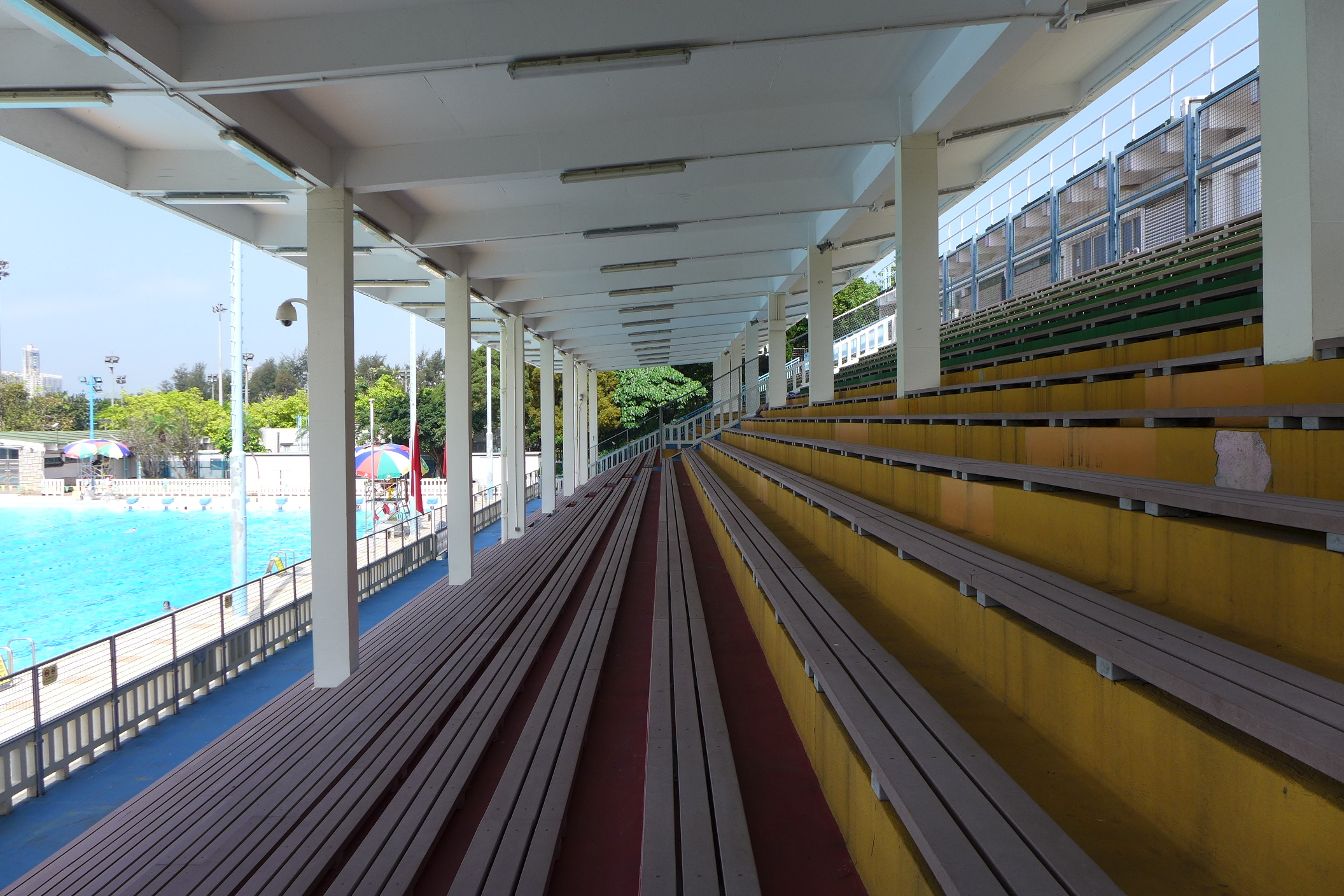
重建前觀眾席

九龍仔游泳池（英語：Kowloon Tsai Swimming Pool）是香港九龍首個公眾游泳池，位於九龍仔公園內，是九龍城區三個公眾泳池之一，地址為九龍城延文禮士道13號九龍仔公園；九龍仔游泳池於1964年6月5日啟用，是九龍首個公眾游泳池。九龍仔游泳池在重建前屬本港其中一個室外游泳池，由康樂及文化事務署管理。九龍仔游泳池的餐廳已經荒廢多年，被質疑未有善用資源。

## 歷史
九龍仔游泳池於1964年6月5日啟用，斥資200萬港元，由香港總督戴麟趾主持開幕。當時泳池面積約四英畝，分為主池、兒童池及淺水池，是維多利亞公園游泳池的一倍，容水量約一百萬加侖，可同時容納780人，另設有可容納1300名觀眾的看台，亦設有更衣室、飲冰室、管理處、救傷室及職員宿舍等設施，以及可以停放67輛汽車的停車場。

### 重建
由於九龍仔游泳池設施相對老化，存在更衣室淋浴間水壓不穩、排水設施欠妥等問題，設施亦未能符合國際標準以及無障礙要求，因此政府斥資11.2億港元進行重建。九龍仔游泳池於2020年12月1日關閉以進行原址重建工程，包括建造室內暖水設施及滿足暢通易達設施的要求，最初預計泳池將2024年第二季完成重開，後延至2025年完成重建。工程完成後，新九龍仔游泳池將設有室內暖水泳池、一個1200座位的看台、1個室外訓練池、1個室外嬉水池、1個室外日光浴場，以及其他附屬設施，比如洗手間、更衣室、育嬰室、泳池辦事處及儲物室等等。
2023年10月13日，九龍仔游泳池進行重建工程期間，一名建築工人從2米高處墮下，倒臥平台受傷，送往伊利沙伯醫院治理。

## 場內設施

### 將來新建泳池設施
- 室內暖水主池（長50米、闊25米（10泳線）、水深1.4米－1.9米）
- 戶外訓練池（長25米、闊25米（10泳線）、水深0.9米－1.2米、設有下水斜道）
- 戶外嬉水池
- 日光浴場
- 觀眾席（1200座位）
- 更衣室、家庭更衣室、育嬰室

### 重建前泳池設施
- 主池（長50米、最少闊約23米（9泳線）、水深1.2米－3.7米）
- 兒童池（長約33米、水深0.9米－1.33米）
- 嬉水池
- 日光浴場
- 觀眾席（1000座位）
- 更衣室及家庭更衣室[13]
- 不設泳池餐廳或小賣部

## 開放時間
| 夏季開放時間表（4月至10月）                                                                                | 夏季開放時間表（4月至10月） | 夏季開放時間表（4月至10月） |
| --- | --------------------------- | --------------------------- |
| 第一節：上午6時30分至中午12時                                                                              | 第二節：下午1時至5時        | 第三節：晚上6時至10時       |
| 暫停開放時間：中午12時至下午1時及下午5時至6時                                                              |                             |                             |
| 冬季開放時間表（11月）                                                                                     |                             |                             |
| 上午6時30分至中午12時                                                                                      |                             |                             |
| 配合每年維修工程的暫停開放時間                                                                             |                             |                             |
| 每周大清潔行動                                                                                             |                             |                             |
| 本公眾游泳池逢星期一進行一次大清潔行動，時間為上午10時至第二節開放時段完結為止，而泳池會於同日第三節重開。 |                             |                             |

## 附近設施
- 九龍仔公園
- 格仔山

## 同區其他公眾泳池
- 何文田泳池
- 大環山泳池

## 外部連結
- 康樂及文化事務署－九龍仔游泳池 （页面存档备份，存于）

22°19′59″N 114°11′04″E / 22.3331°N 114.1844°E